# Mimus
Mimus – rodzaj ptaków z rodziny przedrzeźniaczy (Mimidae).

## Występowanie
Rodzaj obejmuje gatunki występujące w Ameryce.

## Morfologia
Długość ciała 20–29,5 cm, masa ciała 36–88 g.

## Systematyka

### Etymologia
- Mimus: łacińskie mimus – „imitator” < greckie μιμος mimos – „imitator”[9].
- Orpheus: epitet gatunkowy Turdus orpheus Linnaeus, 1758 (= podgat. Mimus polyglottos) (Orfeusz (łac. Orpheus) – w mitologii greckiej syn króla Tracji Ojagrosa i muzy Kalliope, najsławniejszy poeta i muzyk jaki kiedykolwiek żył, jego muzyka oczarowywała dzikie zwierzęta i sprawiała, że skały i drzewa tańczyły))[10]. Gatunek typowy: Turdus polyglottos Linnaeus.
- Mimodes: rodzaj Mimus Boie, 1826, przedrzeźniacz; greckie -οιδης -oidēs – „przypominający”[11]. Gatunek typowy: Harporhynchus graysoni Lawrence.
- Nesomimus: greckie νησος nēsos – wyspa (= Galapagos); rodzaj Mimus Boie, 1826, przedrzeźniacz[12]. Gatunek typowy: Orpheus melanotis Gould = Orpheus trifasciatus Gould.

### Podział systematyczny
Część gatunków wyodrębniona została z rodzajów Nesomimus (M. parvulus, M. trifasciatus, M. macdonaldi, M. melanotis) oraz Mimodes (M. graysoni). Do rodzaju należą następujące gatunki:
- Mimus thenca (G.I. Molina, 1782) – przedrzeźniacz chilijski
- Mimus patagonicus (d’Orbigny, 1836) – przedrzeźniacz patagoński
- Mimus saturninus (M.H.C. Lichtenstein, 1823) – przedrzeźniacz białobrewy
- Mimus dorsalis (d’Orbigny, 1836) – przedrzeźniacz rdzawy
- Mimus triurus (Vieillot, 1818) – przedrzeźniacz białoskrzydły
- Mimus longicaudatus von Tschudi, 1844 – przedrzeźniacz długosterny
- Mimus polyglottos (Linnaeus, 1758) – przedrzeźniacz północny
- Mimus gilvus (Vieillot, 1808) – przedrzeźniacz siwy
- Mimus graysoni (Lawrence, 1871) – przedrzeźniacz płowy
- Mimus gundlachii Cabanis, 1855 – przedrzeźniacz karaibski
- Mimus trifasciatus (Gould, 1837) – przedrzeźniacz jasnolicy
- Mimus parvulus (Gould, 1837) – przedrzeźniacz blady
- Mimus macdonaldi (Ridgway, 1890) – przedrzeźniacz hakodzioby
- Mimus melanotis (Gould, 1837) – przedrzeźniacz plamisty